# إيفون ديون
إيفون ديون هي أمينة مكتبة ومؤلفة كندية، ولدت في 28 مايو 1934 في Callander, Ontario ‏ في كندا، وتوفيت في 23 يونيو 2001 في مونتريال في كندا بسبب سرطان.

## وصلات خارجية
- إيفون ديون على موقع IMDb (الإنجليزية)
- إيفون ديون على موقع إن إن دي بي (الإنجليزية)
- إيفون ديون على موقع قاعدة بيانات الفيلم (الإنجليزية)